# Grönbröstad busktörnskata
Grönbröstad busktörnskata (Malaconotus gladiator) är en hotad fågel i familjen busktörnskator som förekommer i ett litet område på gränsen mellan Kamerun och Nigeria i Afrika.

## Utseende och läten
Grönbröstad busktörnskata är en stor (25 cm) och storhövdad busktörnskata. Diagnostiskt är kombinationen av grå hjässa och nacke och grön kropp. Lätet består av serier med monotona visslingar eller raspande läten, identiska med gråhuvad busktörnskata.

## Utbredning och systematik
Grönbröstad busktörnskata förekommer i bergsskogar i västra Kamerun och närliggande sydöstra Nigeria. Den behandlas som monotypisk, det vill säga att den inte delas in i några underarter.

## Status och hot
Grönbröstad busktörnskata har ett litet och fragmenterat utbredningsområde samt en liten världspopulation bestående av uppskattningsvis endast 2 500–10 000 vuxna individer. Den tros också minska i antal till följd av habitatförlust. Fågeln är därför upptagen på internationella naturvårdsunionen IUCN:s röda lista över hotade arter, kategoriserad som sårbar (VU).